# 会津若松市立日新小学校
会津若松市立日新小学校（あいづわかまつしりつ にっしんしょうがっこう）は、福島県会津若松市日新町に所在する市立小学校。

## 沿革
- 1953年（昭和28年）4月1日 - 若松市立日新小学校として創立
- 1953年（昭和28年）5月20日 - 学校給食開始
- 1955年（昭和30年）1月1日 - 市名変更により会津若松市立日新小学校となる
- 1956年（昭和31年）11月16日 - 校歌制定（作詞：松平信子、作曲：近衛秀麿）
- 1962年（昭和37年）11月8日 - 校旗制定、創立10周年記念式
- 1967年（昭和42年）10月7日 - 創立15周年記念祝賀式
- 1972年（昭和47年）11月5日 - 創立20周年記念式
- 1980年（昭和55年）10月1日 - 創立30周年記念式
- 1990年（平成2年）1月11日 - 新校舎竣工
- 2002年（平成14年）10月20日 - 創立50周年記念式

## 教育目標

### 校訓
「強く、正しく、美しく」の精神を継承し、「人・地域・自然」とのかかわり合いを重視して、心身ともに健全で人間性豊かな子供を育成する。

### 育てる児童像
- 「元気でたくましい子」（体）
- 「本気で学び考える子」（知）
- 「礼儀正しくやさしい子」（徳）

## 行事
4月 - 始業式、入学式、遠足(1～3年生)
5月 - 宿泊学習（4年生：会津自然の家、5年生：新潟県自然の家）、修学旅行（6年生、仙台・松島方面）
9月 - 校内鑑賞教室
10月 - 日新小学校・日新地区町民大運動会、会津若松市小学校陸上競技大会
11月 - すずかけ学習発表会(総合的な学習の時間)
12月 - 合奏部コンサート
1月 - スキー教室（2～6年）
3月 - 終業式、卒業式

## 著名な出身者
- 越尾さくら（歌手）